# بابلقانی
بابلقانی روستایی است در ۲۴ کیلومتری جنوب شرقی شهر ملایر، که در محدوده جوزان و بخش موزاران واقع شده است. آب و هوای این روستا کوهستانی، معتدل است. 

## جمعیت
جمعیت این روستا براساس سرشماری مرکز آمار ایران در سال ۱۳۹۰، ۱۳۶۶ نفر در قالب (۲۳۲ خانوار) بوده‌است.